# Biljana Srbljanović
Biljana Srbljanović, serb. Биљана Србљановић (ur. w roku 1970 w Sztokholmie) – serbska pisarka (dramaturg). W swoich sztukach ukazuje podłoże konfliktów etnicznych na Bałkanach, który miał miejsce pod koniec XX wieku. Jej twórczość zyskała znaczną popularność, a jej dramaty zostały wystawione w ponad 50 krajach.
W 1995 roku ukończyła studia na wydziale dramatycznym Szkoły Teatralnej w Belgradzie i obecnie jest także wykładowcą tej uczelni.
Mieszka i tworzy zarówno w Paryżu (wyszła za mąż za byłego ambasadora Francji w Belgradzie Gabriela Kellera), jak i Belgradzie. W 2009 Biljana Srbljanović była gościem Międzynarodowego Festiwalu Teatralnego „Demoludy” w Olsztynie.
Od 2007 była związana z Partią Liberalno-Demokratyczną, zasiadając w Radzie Politycznej partii.

## Twórczość
- Belgradzka trylogia (Београдска трилогија, 1997)
- Sytuacje rodzinne (Породичне приче, 1998)
- Upadek (Пад, 2000)
- Supermarket (Супермаркет, 2001)
- Otwarte drzwi (Отворена врата, scenariusz serialu TV)
- Ameryka, część druga (Америка, други део, 2003)
- Szarańcza (Скакавци, 2005)

## Artykuły o twórczości Srbljanović
- W Serbii, czyli nigdzie. Szkic o Biljanie Srbljanović, Jacek Uglik, w: Obywatel, 2004, nr 5.